# Polytrichastrum xanthopilum
Polytrichastrum xanthopilum là một loài Rêu trong họ Polytrichaceae. Loài này được (Wilson ex Mitt.) G.L. Sm. miêu tả khoa học đầu tiên năm 1971.